# Скидел
Скидел (на беларуски: Скідзель; на руски: Скидель) е град в Беларус, разположен в Гродненски район, Гродненска област. Населението на града е 10 717 души (по приблизителна оценка от 1 януари 2018 г.).